# Ghost Rider 2
Ghost Rider 2 (též Ghost Rider 2: Duch pomsty, v anglickém originále Ghost Rider: Spirit of Vengeance) je americký akční fantasy film z roku 2012, který natočilo režisérské duo Neveldine/Taylor podle komiksových příběhů o Ghost Riderovi. Do amerických kin byl film, jehož rozpočet činil 57 milionů dolarů, uveden 17. února 2012, přičemž celosvětově utržil 132 563 930 dolarů. Snímek navazuje na předchozí film Ghost Rider, v němž se titulní roli rovněž objevil Nicolas Cage.

## Příběh
Johnny Blaze, bývalý motocyklový kaskadér, který se díky ďáblovi stal Pekelným jezdcem, se kvůli své kletbě ukrývá ve východní Evropě. Zde ho najde Moreau, člen tajné náboženské sekty, která ochraňuje ženu s malým chlapcem, po kterém jde ďábel se svými muži. Johnny nejprve odmítá se do sporu přidat, nakonec se ale přesto rozhodne pomoci bezbranným uprchlíkům.

## Obsazení
- Nicolas Cage jako Johnny Blaze / Pekelný jezdec (v originále Ghost Rider)
- Ciarán Hinds jako Roarke / Mefistofeles
- Violante Placido jako Nadya
- Fergus Riordan jako Danny
- Johnny Whitworth jako Ray Carrigan / Blackout
- Christopher Lambert jako Methodius
- Idris Elba jako Moreau
- Anthony Head jako Benedict
- Jacek Koman jako Terrokov
- Vincent Regan jako Toma Nikasevic
- Sorin Tofan jako Kurdish
- Spencer Wilding jako Grannik